# Biblioteca La Yutera
La Biblioteca del Campus de La Yutera (Palencia), perteneciente a la Universidad de Valladolid, se encuentra en la provincia de Palencia, en la Comunidad de Castilla y León, España. Es uno de los puntos de servicio de la Biblioteca de la Universidad de Valladolid.
Se encuentra en el Campus de La Yutera, en la antigua fábrica de yute (Fábrica de la sociedad Yutera Palentina SA, filial de Azúcares Ebro, 1938) y rehabilitada como parte del Campus Universitario de la Yutera (1999-2002). Está ubicada en el ala noroccidental de la nave principal y tiene una superficie de 1.252 m²  de planta, a la que se añadió 280,8 m²  de primera planta y 695,4 m² de sótano.
Empezó a funcionar como Biblioteca de Campus de Palencia a finales de 2001. Es la Biblioteca de los Centros de la Universidad de Valladolid afincados en el campus palentino: Facultad de Educación, Facultad de Ciencias del Trabajo y Escuela Técnica Superior de Ingenierías Agrarias.
Dispone de 360 puestos de estudio distribuidos en Sala General de lectura, tres Salas de Estudio en Grupo y Formación, Sala de Audiovisuales, Sala de Investigadores, Pasarela y Hemeroteca.

## Contenido
El contenido de su colección es multidisciplinar, especializado en las áreas temáticas de los Centros universitarios afincados en su Campus: Educación, Relaciones Laborales, Agricultura, Forestales, Alimentos y Enología.
Consta de un fondo de unos 80.000 documentos en papel que incluye libros, publicaciones periódicas, audiovisuales (DVD, CD, vídeos...) y Proyectos y Trabajos Fin de Carrera de las antiguas titulaciones de Escuela de Técnica Superior de Ingenierías Agrarias.
Como parte de la Biblioteca de la Universidad de Valladolid proporciona acceso a los recursos electrónicos suscritos por la biblioteca de la universidad, como son las publicaciones periódicas, bases de datos, libros electrónicos y gestores bibliográficos.

## Servicios y Acceso

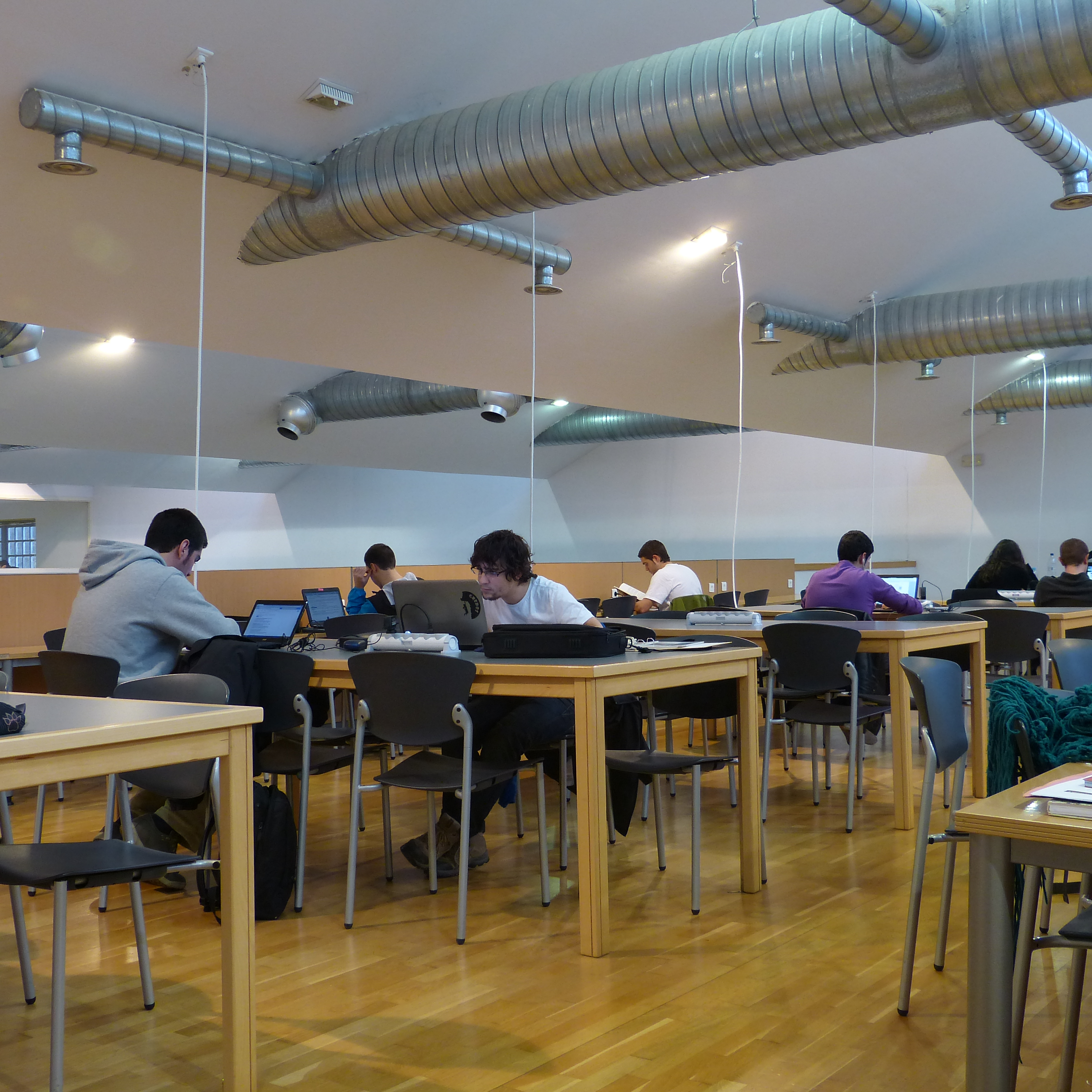
Vista de la zona de estudio Pasarela de la Biblioteca de Campus de Palencia, La Yutera

La Biblioteca ofrece los servicios de Préstamo domiciliario, Préstamo Intercampus (con las Bibliotecas de los Campus de Valladolid sitas en los Campus de Valladolid, Soria y Segovia), Préstamo Interbibliotecario nacional e internacional.
Además de los servicios de consulta y préstamo de documentos, se prestan Ordenadores portátiles, USB, ratones de ordenador, lectores de libros electrónicos  y cámara de fotos.
Se organizan Cursos de Formación de usuarios sobre el propio uso de la Biblioteca como la consulta de los recursos bibliográficos y asesoramiento a los investigadores y docentes sobre temas de investigación (asesoramiento sobre sexenios, cómo publicar).
El uso de los servicios e instalaciones de la Biblioteca está restringido a los miembros de la Comunidad Uva y personal autorizado, en posesión de la tarjeta UVa o el carné de la Biblioteca.